# Аллауи, Мухаммед Тауфик
Мухаммед Тауфик Аллауи (араб. محمد توفيق علاوي‎ ; род. 1 июля 1954 года) — иракский политик, занимал пост министра связи в правительстве Ирака, а также был министром связи в правительстве Аль-Малики с мая 2006 года по август 2007 года и с 2010 по 2012 год. Оба раза он уходил со своей должности в знак протеста против сектантской повестки дня аль-Малики и политического вмешательства. Был назначен на пост премьер-министра Ирака в феврале 2020 года, но снял свою кандидатуру после неудачной попытки завоевать вотум доверия в парламенте.

## Образование
Аллауи изучал архитектурное проектирование в Багдадском университете и ушел из своего учебного заведения, как того требовало правительство Саддама Хусейна. Он отправился в изгнание и переехал в Ливан в 1977 году, где завершил образование и получил степень по архитектуре в Американском университете Бейрута в 1980 году. Затем переехал в Соединенное Королевство, где получил гражданство.

## Бизнес
Во время обучения Аллауи соучредил Tawfiq Allawi Cable & Electric Wire Factory, который производил различное сырье, включая мрамор, бетон и ПВХ. Его фабрики были конфискованы правительством Ирака в 1997 году. Аляуи основал фабрику по производству зерновых и компанию по разработке программного обеспечения в Англии, а также занимался девелопментом в Ливане, Марокко и на рынке недвижимости в Великобритании.

## Interfaith International
Аллави присоединился к Interfaith International, швейцарской неправительственной организации, которая поддерживала права представителей мусульманских меньшинств во время югославских войн .

## Политика
Аллауи участвовал в конференции Салах-ад-Дина оппозиционных партий в 1992 году и Лондонской конференции в 2002 году. Он был избран в Совет представителей Ирака на парламентских выборах в Ираке в январе 2005 года . Он является двоюродным братом Айяда Аллауи, который основал оппозиционное Национальное согласие Ирака и стал временным премьер-министром Ирака с 2004 по 2005 год.
В мае 2006 года Аллауи был назначен министром связи в правительстве Аль-Малики . Через пятнадцать месяцев он вышел из правительства, сославшись на практику премьер-министра делать назначения по религиозным предпочтениям. Он вернулся в парламент и оставался в оппозиции до конца срока полномочий правительства. Он вернулся в качестве министра связи во вновь сформированном правительстве в 2010 году, но также подал в отставку после того, как сослался на вмешательство премьер-министра Нури аль-Малики в его министерство.
С тех пор он оставался публичным комментатором по иракским политическим вопросам, опубликовав серию статей в иракских СМИ и в своем блоге .

### Министр связи
Аллауи был дважды министром связи, с мая 2006 года по август 2007 года и с 2010 по 2012 год. Оба раза он уходил со своей должности в знак протеста против сектантской повестки дня аль-Малики и политического вмешательства. 
Одной из основ политики Аллауи было искоренение коррупции. Будучи министром связи, он проводил политику, которая накладывала жесткие условия против взяточничества на каждую компанию, заключающую контракт с министерством. Эти условия подразумевали, что если было обнаружено, что компания заплатила взятку кому-либо в министерстве, на компанию-подрядчика накладывался штраф в размере 30 % от суммы контракта, и компания вносилась в чёрный список (что препятствовала заключению дальнейших контрактов с любым государственным органом на три года).

### Назначение на пост премьер-министра 2020 года
Аллауи был назначен премьер-министром Ирака 1 февраля 2020 года в контексте иракских протестов 2019—2020 годов. Он сменил Адиля Абдул-Махди, который оставался исполняющим обязанности премьер-министра в течение двух месяцев после отставки в ответ на протесты.
Назначение Аллауи премьер-министром произошло в результате почти 4-х месяцев протестов в Ираке, которые были омрачены более чем 600 смертельными случаями среди безоружных мирных протестующих, изгнанных иракским гражданским обществом и международным сообществом . Его назначение вызвало бурную реакцию среди иракских демонстрантов за его предполагаемую принадлежность к тем же коренным причинам, которые вызвали иракские протесты в октябре 2019 года в том числе "неудовлетворенности неумелым руководством политической элиты страны экономикой Ирака и многочисленными катастрофическими бедствиями в плане безопасности за 16-летний промежуток, включая рост Исламского Государства, и системную широко распространенную коррупцию, которая привела к тому, что Ирак стал одним из самых коррумпированных правительств в мире в течение почти 16 лет подряд. 1 марта 2020 года Аллауи снял свою кандидатуру после того, как парламент второй раз за неделю не смог утвердить кабинет министров.

## Личная жизнь
Мухаммед Тауфик Аллауи двоюродный брат Айяда Аллауи.